# Persone di nome Roger/Calciatori
| Questa pagina contiene informazioni ricavate automaticamente dalle voci biografiche con l'ausilio del template Bio e di un bot. L'aggiornamento è periodico e automatico e ricostruisce completamente la pagina. Se manca una persona in questa lista, sei pregato di non aggiungerla, ma accertati piuttosto che la sua voce biografica contenga il template Bio e che i dati anagrafici siano correttamente compilati. Se il template Bio manca, inseriscilo tu stesso o, in alternativa, metti l'avviso {{tmp\|Bio}} che ne segnala la mancanza. Se i dati riportati sono sbagliati, correggi direttamente la voce biografica; le modifiche saranno visibili in questa lista entro pochi giorni. Per chiarimenti vedi il progetto antroponimi. La lista contiene solo le 67 persone che sono citate nell'enciclopedia e per le quali è stato implementato correttamente il template Bio. Pagina aggiornata al 22 gen 2025. |

Questa è una lista di persone presenti nell'enciclopedia che hanno il nome Roger e sono calciatori.

## A(3)
- Roger Albertsen, calciatore e allenatore di calcio norvegese (Tyssedal, n. 1957 - † 2003)
- Roger Alexander, ex calciatore anglo-verginiano (River Sallee, n. 1981)
- Roger Assalé, calciatore ivoriano (Abengourou, n. 1993)

## B(7)
- Roger Beck, ex calciatore liechtensteinese (Schaan, n. 1983)
- Roger Berbig, ex calciatore e medico svizzero (Zurigo, n. 1954)
- Roger Bocquet, calciatore svizzero (Ginevra, n. 1921 - Ginevra, † 1994)
- Roger Boli, ex calciatore ivoriano (Abidjan, n. 1965)
- Roger Boury, calciatore francese (Isbergues, n. 1925 - Lilla, † 2010)
- Roger Brugué, calciatore spagnolo (Bàscara, n. 1996)
- Roger Byrne, calciatore inglese (Manchester, n. 1929 - Monaco di Baviera, † 1958)

## C(5)
- Roger Carré, calciatore francese (Roubaix, n. 1921 - Croix, † 1996)
- Roger Carvalho, calciatore brasiliano (Arapongas, n. 1986)
- Roger Cañas, calciatore colombiano (Medellín, n. 1990)
- Roger Claessen, calciatore belga (Warsage, n. 1941 - Liegi, † 1982)
- Roger Courtois, calciatore e allenatore di calcio francese (Ginevra, n. 1912 - † 1972)

## D(3)
- Roger Davies, ex calciatore inglese (Wolverhampton, n. 1950)
- Roger Duarte de Oliveira, calciatore brasiliano (Belo Horizonte, n. 1995)
- Roger de Oliveira Bernardo, calciatore brasiliano (Rio Claro, n. 1985)

## E(2)
- Roger Eskeland, ex calciatore norvegese (Stavanger, n. 1977)
- Roger Espinoza, ex calciatore honduregno (Puerto Cortés, n. 1986)

## F(4)
- Roger Fernandes, calciatore guineense (Bissau, n. 2005)
- Roger Feutmba, ex calciatore camerunese (Yaoundé, n. 1968)
- Roger Føleide, ex calciatore norvegese (n. 1959)
- Roger Freestone, ex calciatore gallese (Caerleon, n. 1968)

## G(5)
- Roger Gabet, calciatore francese (Parigi, n. 1923 - Le Mans, † 2007)
- Roger Gibbins, ex calciatore inglese (Enfield, n. 1955)
- Roger Guerreiro, ex calciatore brasiliano (San Paolo, n. 1982)
- Roger García Junyent, ex calciatore spagnolo (Sabadell, n. 1976)
- Roger Galera Flores, ex calciatore brasiliano (Rio de Janeiro, n. 1978)

## H(2)
- Roger Helland, ex calciatore norvegese (Austrheim, n. 1973)
- Roger Hunt, calciatore inglese (Glazebury, n. 1938 - Liverpool, † 2021)

## I(1)
- Roger Ibañez, calciatore brasiliano (Canela, n. 1998)

## J(3)
- Roger Joe, calciatore vanuatuano (n. 1986)
- Roger Joseph, ex calciatore inglese (Paddington, n. 1965)
- Roger Jouve, ex calciatore francese (Marsiglia, n. 1949)

## K(1)
- Roger Kenyon, ex calciatore inglese (Blackpool, n. 1949)

## L(4)
- Roger Lamy, calciatore francese (Parigi, n. 1926 - Suresnes, † 2018)
- Roger Lee, calciatore bermudiano (Southampton, n. 1991)
- Roger Levesque, ex calciatore statunitense (Portland, n. 1981)
- Roger Lukaku, ex calciatore della Repubblica Democratica del Congo (Kinshasa, n. 1967)

## M(8)
- Roger Magnusson, ex calciatore svedese (Mönsterås, n. 1945)
- Roger Marche, calciatore francese (Villers-Semeuse, n. 1924 - Charleville, † 1997)
- Roger Martínez, calciatore colombiano (Cartagena de Indias, n. 1994)
- Roger Mathis, calciatore svizzero (Chavannes-près-Renens, n. 1921 - Féchy, † 2015)
- Roger Mejía, ex calciatore nicaraguense (Managua, n. 1984)
- Roger Mindonnet, calciatore francese (Châteauroux, n. 1924 - Châteauroux, † 2018)
- Roger Minton, ex calciatore inglese (Birmingham, n. 1951)
- Roger Martí Salvador, calciatore spagnolo (Torrent, n. 1991)

## N(2)
- Roger Nordstrand, ex calciatore svedese (n. 1973)
- Roger Novaro, calciatore francese (Antibes, n. 1933 - Biot, † 1999)

## P(2)
- Roger Piantoni, calciatore francese (Étain, n. 1931 - Nancy, † 2018)
- Roger Piérard, calciatore belga (Bruxelles, n. 1887)

## Q(2)
- Roger Quenolle, calciatore francese (Le Vésinet, n. 1925 - † 2004)
- Roger Quinche, calciatore svizzero (Le Locle, n. 1922 - Liestal, † 1982)

## R(4)
- Roger Rio, calciatore francese (Dunkerque, n. 1913 - † 1999)
- Roger, calciatore brasiliano (Goiânia, n. 1996)
- Roger Rojas, ex calciatore honduregno (Tegucigalpa, n. 1990)
- Roger Rolhion, calciatore e allenatore di calcio francese (Montpellier, n. 1909 - Montpellier, † 1978)

## S(3)
- Roger Saint-Vil, calciatore haitiano (Port-au-Prince, n. 1947 - New York, † 2020)
- Roger Scotti, calciatore francese (Marsiglia, n. 1925 - † 2001)
- Roger Suárez, ex calciatore boliviano (Santa Cruz de la Sierra, n. 1977)

## T(2)
- Roger Thompson, ex calciatore canadese (Parrocchia di Clarendon, n. 1991)
- Roger Torres, calciatore colombiano (Barrancabermeja, n. 1991)

## V(3)
- Roger Vandooren, calciatore francese (Choisy-le-Roi, n. 1923 - Carpentras, † 1998)
- Roger Verdi, ex calciatore inglese (Nairobi, n. 1953)
- Roger Vonlanthen, calciatore e allenatore di calcio svizzero (Ginevra, n. 1930 - Onex, † 2020)

## W(1)
- Roger Willis, ex calciatore inglese (Sheffield, n. 1967)